# Busunglück von Altlandsberg
Das Busunglück von Altlandsberg ereignete sich am 30. November 1999 nahe der brandenburgischen Kleinstadt Altlandsberg.

## Unfallhergang
Bei einer regulären Linienfahrt des Busses Nummer 931 geriet dieser um 13:05 Uhr von der Fahrbahn ab und prallte mit einer Geschwindigkeit von 83 km/h gegen einen Baum am Straßenrand. Durch die Wucht des Aufpralls wurde die Front des Busses zerstört sowie die Seite stark beschädigt. Bei dem Unfall starben vier Schüler sowie der Busfahrer. Zweiundzwanzig Personen wurden zudem zum Teil schwer verletzt.

## Ursache
Als Ursache des Unfalls wurde ein Fahrfehler des 61-Jährigen Busfahrers festgestellt, der vermutlich aufgrund zweier rangelnder Schüler abgelenkt wurde. Unklar bleibt nach wie vor, ob ein Schüler durch versehentliches Entriegeln eines Hebels an dem Fahrersitz maßgeblich für den Fahrfehler des Busfahrers verantwortlich war.

## Konsequenzen
Die Oberhavel Verkehrsgesellschaft rüstete als Reaktion auf das Busunglück im Jahr 2000 einen ihrer Busse experimentell mit Überwachungskameras aus. Die Aufnahmen sollten bei Bedarf ausgewertet werden, sofern es in dem Bus zu Rangeleien unter den Schülern oder zu Belästigungen des Fahrers gekommen wäre. Auch im Landkreis Oder-Spree wurde das Pilotprojekt umgesetzt.
Um Unglücken wie in Altlandsberg in Zukunft vorbeugen zu können, wurde im Jahr 2005 eine „Busschule“ für Erstklässler durch die Polizei in Oberhavel sowie die Oberhavel Verkehrsgesellschaft ins Leben gerufen. Im Rahmen dieser Busschule sollen die Kinder das richtige Verhalten im Bus und an Bushaltestellen lernen.